# Halticoptera semifrenata
Halticoptera semifrenata is een vliesvleugelig insect uit de familie Pteromalidae. De wetenschappelijke naam is voor het eerst geldig gepubliceerd in 1982 door De Santis.